# Končanica
 Končanica  (in ceco Končenice) è un comune della Croazia di 2.824 abitanti della regione di Bjelovar e della Bilogora.